# Виходьте без дзвінка
«Виходьте без дзвінка» — український детективно-мелодраматичний телесеріал, зфільмований компаніями «Три-Я-Да Продакшн» та «Selena Films» на замовлення телеканалу «Україна».
Показ першого сезону телесеріалу розпочався 3 грудня 2018 року на каналі «Україна» і тривав до 8 листопада 2019 року (з перервами).
Другий сезон телесеріалу транслювався з 11 листопада 2019 року по 10 січня 2020 року.
Третій сезон серіалу транслювався каналом з 7 вересня по 16 жовтня 2020 року.
Показ четвертого сезону серіалу тривав з 1 лютого по 18 березня 2021 року.

## Синопсис
За сюжетом Богдан, нині таксист, у минулому — автогонщик, вирішує самостійно відновлювати справедливість. Все почалось після того, як у автокатастрофі загинула дружина Богдана. Винуватець аварії не був покараний, бо його заможні батьки все зробили, щоб спустити справу на гальма. Богдан вирішує самостійно розібратися з кривдником, і винуватець смертельного ДТП опинився за ґратами. Проте й Богдан мало не опинився за ґратами, він отримує умовний термін за нанесення тілесних ушкоджень.
Разом з Богданом відстоює справедливість капітан поліції Марина Євтушенко. На відміну від Богдана, методи якого їй не до вподоби, вона діє відповідно до закону.

## У ролях

### Головні
- Роман Семисал — Богдан Новицький
- Любов Тищенко — Марина Євтушенко, капітан поліції (1—3 сезони)
- Світлана Шекера — Надія Люта, капітан поліції (2—4 сезони)

### Повторювані
- Борислав Борисенко — Ярослав Мохов, лікар
- Анастасія Олександрук — Лілія Мохова, дружина Ярослава
- Марія Смолякова — Олександра
- Карина Шереверова-Гончаренко — Оксана
- Вероніка Братусина — Аліна
- Василь Баша — Петрович
- Денис Роднянський — Геній
- Євген Волошенюк — Ігор
- Дарія Орєхова — Анастасія
- Антоніна Макарчук — Люба
- Ірина Авдєєнко — Аліна

### Епізодичні
- Маріанна Дружинець — Дарина
- Марина Ляліна — Юлія
- Дарія Козак — Олена Доценко
- Олексій Березня́ — Вадим
- Наталя Ренькас — Олександра Коробко
- Павло Левицький — Кротов
- Вільгельміна Меттель — Соня
- Аліса Клюшкіна — Валентина
- Сергій Хорольський — дільничий
- Данило Шевченко — Тимур
- Олександр Жеребко — Юдін
- Марія Кочур — Галина Миколаївна
- Ганна Тихомирова — Люда
- Володимир Абазопуло — Вадим
- Лючія Кургинян — Лідія Ващук
- Сергій Воляновський — Сергій
- Марія Татаринова — Олена Гнатько
- Юлія Мотрук — Неля
- В'ячеслав Василюк — Синчук
- Лариса Яценко
- Ірина Когут — Людмила
- Ганна Петраш
- Яна Коверник — співучасниця викрадення
- Олеся Чечельницька — акторка
- Діана Антоненко — Галина Сергіївна
- Ганна Левченко — вахтерка
- Анатолій Тихомиров — Микола Богданович
- Андрій Мордовець — Гнатько
- Максим Девізоров — офіціянт
- Тетяна Драган — Ірина
- Олександр Боднар — Олександр Терещенко
- Дмитро Гарбуз — нотаріус
- Дмитро Базай — патологоанатом
- Ігор Марусяк — Олег
- Леся Островська — Оксана
- Ксенія Кожухова — Людмила Капелюшна
- Олександр Першин — Анатолій Корбут
- Ірина Тамім — Галина Корбут
- Дмитро Усов — Микита
- Вікторія Маремуха — Сніжана
- Тетяна Блащук — Людмила Петрівна
- Ілона Бойко — Олена
- Мирослава Лясота — Ірина
- Світлана Бевз — Софія Шкляр
- Ігор Зоров — Яків Шкляр
- Григорій Бакланов — офіціянт
- Андрій Журба
- Ярина Гордієнко — Валя
- Олександр Радов — Борис
- Ярослав Шахторін — Андрій
- Дана Кузь — Таня
- Жанна Смишляк — пацієнтка
- Юрій Козачище — Толя
- Раїса Зайцева — Тамара
- Петро Мазур — Менеджер
- Марина Рудницька — Ельвіра
- Олег Руденко — Сергій
- Андрій Лагода — таксист
- Олексій Нестерук — Кирило
- Ірина Голобородько — Яна
- Вікторія Ізюмська — директорка школи
- Олена Голуб — Ірина
- Ігор Семецький — Потебня
- Марія Рябошапка — Оля
- Дарія Шерстньова — Наталка
- Анастасія Ренард — Карина
- Влада Коханівська — Сич
- Олексій Коюда — Данило
- Юлія Гапчук — Світлана
- Володимир Ляшевський — Пономаренко

## Творча команда
- Режисери 1-го сезону: Костянтин Денесюк, Володимир Харченко-Куликовський, Олексій Даруга
- Режисери 2-го сезону: Олексій Даруга, Євгеній Доронін, Віталій Кукса
- Сценаристи 1-го сезону: Євген Григоренко, Костянтин Ігнатчук, Ольга Брильова, Геннадій Гаронскі, Іван Тімшин, Юрій Нікітінський, Олена Кравченко, Вікторія Крижановська, Микола Сорока, Ірина Жигалюк, Ольга Хавжу, Леся Волошин, Олександр Качан, Андрій Булгаров, Анастасія Гайшенець
- Сценаристи 2-го сезону: Ірина Жигалюк, Оксана Безрутченко, Костянтин Ігнатчук, Микола Сорока, Олена Мішаглі, Андрій Виштак, Ольга Хавжу, Денис Крисін, Олена Терешкова, Артем Кобзан, Марічка Велчко, Яна Дубинянська, Олена Кошіль, Інесса Соболєва, Ганна Нестерова, Євгеній Григоренко, Наталія Щербина, Наталія Терещенко

## Виробництво
Виробництвом першого сезону телесеріалу, на замовлення каналу «Україна», спочатку займалася кінокомпанія «Selena Films» (перші 22 серії), а згодом «Три-Я-Да Продакшн» (останні 18 серій). Фільмування першого сезону розпочалось наприкінці 2017 року в Києві та Київській області. У передмісті Києва було побудовану окремий павільйон для фільмування телесеріалу. Виробництво телесеріалу тривало до серпня 2018 року.
У червні 2019 року в Києві розпочалось фільмування другого сезону телесеріалу. Виробництвом сезону займалася «Три-Я-Да Продакшн».
Починаючи з третього сезону роль головної героїні Надії Лютої виконує актриса Світлана Шекера. Цікаво, що у реальному житті вона є дружиною актора Романа Семисала, що виконує роль головного героя серіалу, Богдана Новицького.
У липні 2020 року в Києві розпочалось фільмування четвертого сезону серіалу. У листопаді 2020 року виробники серіалу компанія «Три-Я-Да Продакшн» висунула серіал на отримання 50 % фінансування на фільмування 4 сезону на другий патріотичний пітчинг Мінкульту.

## Сезони
| Сезон | Сезон | Епізоди | Оригінальні покази | Оригінальні покази |
| Сезон | Сезон | Епізоди | Прем'єра           | Фінал              |
| ----- | ----- | ------- | ------------------ | ------------------ |
|       | 1     | 40      | 3 грудня 2018      | 8 листопада 2019   |
|       | 2     | 40      | 11 листопада 2019  | 10 січня 2020      |
|       | 3     | 40      | 7 вересня 2020     | 16 жовтня 2020     |
|       | 4     | 40      | 1 лютого 2021      | 18 березня 2021    |

## Епізоди

### Перший сезон (2018—2019)
| № серії | Назва серії               | Режисер(и)                      | Сценарист(и)                             | Оригінальна дата виходу |
| ------- | ------------------------- | ------------------------------- | ---------------------------------------- | ----------------------- |
| 1       | «Порожнє таксі»           | Володимир Харченко-Куликовський | Костянтин Ігнатчук                       | 3 грудня 2018           |
| 2       | «Ворон-викрадач»          | Костянтин Денесюк               | Ольга Брильова                           | 4 грудня 2018           |
| 3       | «Забуте життя»            | Костянтин Денесюк               | Іван Тімшин                              | 5 грудня 2018           |
| 4       | «Пастка на дорозі»        | Костянтин Денесюк               | Геннадій Гаронскі                        | 6 грудня 2018           |
| 5       | «За крок до свободи»      | Костянтин Денесюк               | Іван Тімшин                              | 7 грудня 2018           |
| 6       | «Привіт з Бірми»          | Костянтин Денесюк               | Геннадій Гаронскі та Євген Григоренко    | 10 грудня 2018          |
| 7       | «Лікування до смерті»     | Костянтин Денесюк               | Ірина Жигалюк                            | 11 грудня 2018          |
| 8       | «Дівочі розваги»          | Костянтин Денесюк               | Ольга Хавжу                              | 12 грудня 2018          |
| 9       | «Помилка професора»       | Костянтин Денесюк               | Ірина Жигалюк та Леся Волошин            | 13 грудня 2018          |
| 10      | «Крок за межу»            | Костянтин Денесюк               | Іван Тімшин та Олександр Качан           | 14 грудня 2018          |
| 11      | «Прокляте авто»           | Костянтин Денесюк               | Костянтин Ігнатчук                       | 17 грудня 2018          |
| 12      | «Вбивча пристрасть»       | Костянтин Денесюк               | Андрій Булгаров                          | 18 грудня 2018          |
| 13      | «Мисливець на дівчат»     | Костянтин Денесюк               | Микола Сорока                            | 19 грудня 2018          |
| 14      | «Мати на межі»            | Костянтин Денесюк               | Микола Сорока                            | 20 грудня 2018          |
| 15      | «Обкрадена старість»      | Костянтин Денесюк               | Костянтин Ігнатчук                       | 21 грудня 2018          |
| 16      | «Втрачена пасажирка»      | Костянтин Денесюк               | Микола Сорока                            | 26 грудня 2018          |
| 17      | «Трагічна знахідка»       | Олексій Даруга                  | Костянтин Ігнатчук                       | 27 грудня 2018          |
| 18      | «Смертельний номер»       | Олексій Даруга                  | Ірина Жигалюк                            | 28 грудня 2018          |
| 19      | «Закоханий Рембо»         | Олексій Даруга                  | Дмитро Головков і Анастасія Гайшенець    | 3 січня 2019            |
| 20      | «Демони минулого»         | Олексій Даруга                  | Микола Сорока                            | 3 січня 2019            |
| 21      | «Жорстоке кохання»        | Олексій Даруга                  | Микола Сорока                            | 3 січня 2019            |
| 22      | «Убивчий спадок»          | Олексій Даруга                  | Іван Тімшин                              | 3 січня 2019            |
| 23      | «Друг людини»             | Олексій Даруга                  | Іван Тімшин                              | 7 січня 2019            |
| 24      | «Останній іспит»          | Олексій Даруга                  | Юрій Нікітінський                        | 7 січня 2019            |
| 25      | «Підкинуте немовля»       | Олексій Даруга                  | Микола Сорока                            | 7 січня 2019            |
| 26      | «Смертельна вечеря»       | Олексій Даруга                  | Олена Кравченко                          | 7 січня 2019            |
| 27      | «Знайти сестру»           | Олексій Даруга                  | Євген Григоренко                         | 8 січня 2019            |
| 28      | «Смертельний азарт»       | Олексій Даруга                  | Іван Тімшин                              | 8 січня 2019            |
| 29      | «Ехо старого кохання»     | Олексій Даруга                  | Олена Кравченко та Вікторія Крижановська | 8 січня 2019            |
| 30      | «Справа Темного»          | Олексій Даруга                  | Юрій Нікітінський                        | 8 січня 2019            |
| 31      | «Ціна кохання»            | Олексій Даруга                  | Олена Кошиль                             | 31 жовтня 2019          |
| 32      | «Техніка небезпеки життя» | Олексій Даруга                  | Іван Тимшин                              | 31 жовтня 2019          |
| 33      | «Маленький свідок»        | Олексій Даруга                  | Ольга Хавжу й Олена Кравченко            | 31 жовтня 2019          |
| 34      | «Нитка Аріадни»           | Олексій Даруга                  | Микола Сорока                            | 31 жовтня 2019          |
| 35      | «Помста духів родючості»  | Олексій Даруга                  | Анастасія Гайшенець і Олена Терешкова    | 1 листопада 2019        |
| 36      | «У пошуках нещастя»       | Олексій Даруга                  | Юрій Нікітінський                        | 4 листопада 2019        |
| 37      | «Останній ювілей»         | Олексій Даруга                  | Олег Березюк і Олена Кошиль              | 5 листопада 2019        |
| 38      | «Один батько на двох»     | Олексій Даруга                  | Ірина Жигалюк                            | 6 листопада 2019        |
| 39      | «Квартирне питання»       | Олексій Даруга                  | Костянтин Ігнатчук                       | 7 листопада 2019        |
| 40      | «Всі маски скинуті»       | Олексій Даруга                  | Костянтин Ігнатчук                       | 8 листопада 2019        |

### Другий сезон (2019—2020)
| № серії | Назва серії                  | Режисер(и)      | Сценарист(и)   | Оригінальна дата виходу |
| ------- | ---------------------------- | --------------- | -------------- | ----------------------- |
| 1       | «Теплий прийом»              | Олексій Даруга  | Сценарна група | 10 листопада 2019       |
| 2       | «Нічний паркувальник»        | Олексій Даруга  | Сценарна група | 11 листопада 2019       |
| 3       | «Бог смерті»                 | Олексій Даруга  | Сценарна група | 12 листопада 2019       |
| 4       | «Бачу наскрізь»              | Олексій Даруга  | Сценарна група | 13 листопада 2019       |
| 5       | «Полювання на таксистів»     | Олексій Даруга  | Сценарна група | 14 листопада 2019       |
| 6       | «Темна конячка»              | Євгеній Доронін | Сценарна група | 18 листопада 2019       |
| 7       | «Справи сімейні»             | Євгеній Доронін | Сценарна група | 19 листопада 2019       |
| 8       | «Прострочене зізнання»       | Євгеній Доронін | Сценарна група | 20 листопада 2019       |
| 9       | «Монетка на щастя»           | Євгеній Доронін | Сценарна група | 21 листопада 2019       |
| 10      | «Професіонал»                | Євгеній Доронін | Сценарна група | 22 листопада 2019       |
| 11      | «Помилки молодості»          | Олексій Даруга  | Сценарна група | 25 листопада 2019       |
| 12      | «Старі рани, новий біль»     | Олексій Даруга  | Сценарна група | 26 листопада 2019       |
| 13      | «Тест на позитивність»       | Олексій Даруга  | Сценарна група | 27 листопада 2019       |
| 14      | «Попіл недоторканого»        | Олексій Даруга  | Сценарна група | 28 листопада 2019       |
| 15      | «Мисливець за головами»      | Олексій Даруга  | Сценарна група | 29 листопада 2019       |
| 16      | «Подвійний форсаж»           | Євгеній Доронін | Сценарна група | 2 грудня 2019           |
| 17      | «Узи Гіменея»                | Євгеній Доронін | Сценарна група | 3 грудня 2019           |
| 18      | «Кава наостанок»             | Євгеній Доронін | Сценарна група | 4 грудня 2019           |
| 19      | «Наречена-втікачка»          | Євгеній Доронін | Сценарна група | 5 грудня 2019           |
| 20      | «Справи сімейні»             | Євгеній Доронін | Сценарна група | 6 грудня 2019           |
| 21      | «Спецоперація "мяу-мяу"»     | Олексій Даруга  | Сценарна група | 9 грудня 2019           |
| 22      | «Криза правосуддя»           | Олексій Даруга  | Сценарна група | 10 грудня 2019          |
| 23      | «Мати напрокат»              | Олексій Даруга  | Сценарна група | 11 грудня 2019          |
| 24      | «Пікантне питання»           | Олексій Даруга  | Сценарна група | 12 грудня 2019          |
| 25      | «Вітрила мрії»               | Олексій Даруга  | Сценарна група | 13 грудня 2019          |
| 26      | «Справа честі»               | Євгеній Доронін | Сценарна група | 16 грудня 2019          |
| 27      | «Друзі до смерті»            | Євгеній Доронін | Сценарна група | 17 грудня 2019          |
| 28      | «Серце матері»               | Євгеній Доронін | Сценарна група | 18 грудня 2019          |
| 29      | «У пошуках дзену»            | Євгеній Доронін | Сценарна група | 19 грудня 2019          |
| 30      | «Відчай на продаж»           | Євгеній Доронін | Сценарна група | 20 грудня 2019          |
| 31      | «Єжові рукавиці»             | Олексій Даруга  | Сценарна група | 23 грудня 2019          |
| 32      | «Смерть за рецептом»         | Олексій Даруга  | Сценарна група | 24 грудня 2019          |
| 33      | «Ти можеш більше»            | Олексій Даруга  | Сценарна група | 25 грудня 2019          |
| 34      | «Каламутна вода»             | Олексій Даруга  | Сценарна група | 26 грудня 2019          |
| 35      | «Вище, сильніше, швидше»     | Олексій Даруга  | Сценарна група | 27 грудня 2019          |
| 36      | «Фальшивий талант»           | Віталій Кукса   | Сценарна група | 6 січня 2020            |
| 37      | «Рідна кров»                 | Віталій Кукса   | Сценарна група | 7 січня 2020            |
| 38      | «Клуб анонімних алкоголіків» | Віталій Кукса   | Сценарна група | 8 січня 2020            |
| 39      | «Вирок для судді»            | Віталій Кукса   | Сценарна група | 9 січня 2020            |
| 40      | «Наввипередки з часом»       | Віталій Кукса   | Сценарна група | 10 січня 2020           |

### Третій сезон (2020)
| № серії | Назва серії                     | Режисер(и)       | Сценарист(и)       | Оригінальна дата виходу |
| ------- | ------------------------------- | ---------------- | ------------------ | ----------------------- |
| 1       | «Подвійний удар»                | Олексій Даруга   | Костянтин Ігнатчук | 7 вересня 2020          |
| 2       | «У пошуках Лілі»                | Олексій Даруга   | Олена Мішаглі      | 8 вересня 2020          |
| 3       | «Крок вліво, крок вправо»       | Олексій Даруга   | Лариса Щербина     | 9 вересня 2020          |
| 4       | «Не в той час, не в тому місці» | Олексій Даруга   | Артем Кобзан       | 10 вересня 2020         |
| 5       | «Вільне падіння»                | Олексій Даруга   | Михайло Коростелін | 11 вересня 2020         |
| 6       | «Фактор часу»                   | Віталій Кукса    | Яна Дубинянська    | 16 вересня 2020         |
| 7       | «Смерть ворогам»                | Віталій Кукса    | Оксана Безрутченко | 17 вересня 2020         |
| 8       | «Трохи вагітна»                 | Віталій Кукса    | Оксана Крамарь     | 17 вересня 2020         |
| 9       | «Пастка у провулку»             | Віталій Кукса    | Марія Величко      | 17 вересня 2020         |
| 10      | «Обличчя демона»                | Віталій Кукса    | Микола Сорока      | 22 вересня 2020         |
| 11      | «Природний відбір»              | Заза Буадзе      | Оксана Крамарь     | 22 вересня 2020         |
| 12      | «Берег порятунку»               | Заза Буадзе      | Михайло Коростелін | 22 вересня 2020         |
| 13      | «На шматки»                     | Заза Буадзе      | Олена Трешкова     | 23 вересня 2020         |
| 14      | «Зірвана угода»                 | Заза Буадзе      | Яна Дубинянська    | 23 вересня 2020         |
| 15      | «Фото на пам'ять»               | Заза Буадзе      | Андрій Віштак      | 28 вересня 2020         |
| 16      | «Алаверди»                      | Віталій Кукса    | Марія Величко      | 28 вересня 2020         |
| 17      | «Холодна страва»                | Віталій Кукса    | Артем Кобзан       | 28 вересня 2020         |
| 18      | «Краса вимагає жертв»           | Віталій Кукса    | Наталя Терещенко   | 28 вересня 2020         |
| 19      | «Ансамбль танцю і смерті»       | Віталій Кукса    | Микола Сорока      | 28 вересня 2020         |
| 20      | «Помста раба»                   | Віталій Кукса    | Оксана Безрутченко | 30 вересня 2020         |
| 21      | «Найдовший день року»           | Заза Буадзе      | Костянтин Ігнатчук | 30 вересня 2020         |
| 22      | «Таємниця Ніколь»               | Заза Буадзе      | Марія Величко      | 30 вересня 2020         |
| 23      | «Солодко-гірко»                 | Заза Буадзе      | Олена Мішаглі      | 1 жовтня 2020           |
| 24      | «Звір у масці»                  | Заза Буадзе      | Лариса Щербина     | 1 жовтня 2020           |
| 25      | «Дочка мафії»                   | Заза Буадзе      | Олена Мішаглі      | 5 жовтня 2020           |
| 26      | «Прощавай, зброє»               | Віталій Кукса    | Яна Дубинянська    | 5 жовтня 2020           |
| 27      | «У банці з павуками»            | Віталій Кукса    | Михайло Коростелін | 6 жовтня 2020           |
| 28      | «Втрата контролю»               | Віталій Кукса    | Костянтин Ігнатчук | 6 жовтня 2020           |
| 29      | «Монстр повертається»           | Віталій Кукса    | Артем Кобзан       | 7 жовтня 2020           |
| 30      | «Останній рейс»                 | Віталій Кукса    | Оксана Безрутченко | 7 жовтня 2020           |
| 31      | «Смерть на асфальті»            | Дмитро Андріянов | Олена Мішаглі      | 9 жовтня 2020           |
| 32      | «Ніч. Вулиця. Ліхтар. Труп»     | Дмитро Андріянов | Марія Величко      | 9 жовтня 2020           |
| 33      | «Отруєне свято»                 | Дмитро Андріянов | Михайло Коростелін | 12 жовтня 2020          |
| 34      | «Гра на випередження»           | Дмитро Андріянов | Олена Мішаглі      | 12 жовтня 2020          |
| 35      | «Рука і серце»                  | Дмитро Андріянов | Оксана Безрутченко | 15 жовтня 2020          |
| 36      | «Чужий, поганий, свій»          | Віталій Кукса    | Яна Дубинянський   | 15 жовтня 2020          |
| 37      | «На трьох»                      | Віталій Кукса    | Яна Дубинянська    | 15 жовтня 2020          |
| 38      | «Коса на камінь»                | Віталій Кукса    | Марія Величко      | 15 жовтня 2020          |
| 39      | «Тінь з ножем»                  | Віталій Кукса    | Костянтин Ігнатчук | 16 жовтня 2020          |
| 40      | «Гра в сутінках»                | Віталій Кукса    | Костянтин Ігнатчук | 16 жовтня 2020          |

### Четвертий сезон (2021)
| № серії | Назва серії                    | Режисер(и)     | Сценарист(и)       | Оригінальна дата виходу |
| ------- | ------------------------------ | -------------- | ------------------ | ----------------------- |
| 1       | «Знайти і знешкодити»          | Олексій Даруга | Костянтин Ігнатчук | 1 лютого 2021           |
| 2       | «Добрі наміри»                 | Олексій Даруга | Марина Петрова     | 1 лютого 2021           |
| 3       | «Шпаги дзвін»                  | Олексій Даруга | Яна Дубинянська    | 2 лютого 2021           |
| 4       | «Захистити адвоката»           | Олексій Даруга | Євгенія Коротич    | 2 лютого 2021           |
| 5       | «Кармічна помста»              | Олексій Даруга | Оксана Андрєєва    | 3 лютого 2021           |
| 6       | «Рівняння з двома невідомими»  | Віталій Кукса  | Артем Кобзан       | 3 лютого 2021           |
| 7       | «Вбити не можна пробачити»     | Віталій Кукса  | Марічка Величко    | 4 лютого 2021           |
| 8       | «Старим тут не місце»          | Віталій Кукса  | Оксана Безрутченко | 4 лютого 2021           |
| 9       | «Подвійне дно»                 | Віталій Кукса  | Інесса Соболєва    | 8 лютого 2021           |
| 10      | «Скринька з балериною»         | Віталій Кукса  | Тетяна Третилова   | 8 лютого 2021           |
| 11      | «Пригоди англійця на Троєщині» | Олексій Даруга | Олена Мішаглі      | 9 лютого 2021           |
| 12      | «Нафіса»                       | Олексій Даруга | Марічка Величко    | 9 лютого 2021           |
| 13      | «Дівчина на мільйон»           | Олексій Даруга | Костянтин Ігнатчук | 10 лютого 2021          |
| 14      | «Іспит на вірність»            | Олексій Даруга | Артем Кобзан       | 10 лютого 2021          |
| 15      | «На дні»                       | Олексій Даруга | Євгенія Коротич    | 11 лютого 2021          |
| 16      | «Вирок диригенту»              | Віталій Кукса  | Євгенія Коротич    | 11 лютого 2021          |
| 17      | «Секрет рожевого зайчика»      | Віталій Кукса  | Яна Дубинянська    | 15 лютого 2021          |
| 18      | «Смерть їздить у суперкарі»    | Віталій Кукса  | Оксана Крамарь     | 15 лютого 2021          |
| 19      | «Мумія повертається»           | Віталій Кукса  | Інесса Соболєва    | 16 лютого 2021          |
| 20      | «Суддя»                        | Віталій Кукса  | Оксана Безрутченко | 16 лютого 2021          |
| 21      | «Гріхи молодості»              | Олексій Даруга | Костянтин Ігнатчук | 17 лютого 2021          |
| 22      | «Ланцюги кохання»              | Олексій Даруга | Марічка Величко    | 17 лютого 2021          |
| 23      | «Няня»                         | Олексій Даруга | Діана Власова      | 18 лютого 2021          |
| 24      | «Дівчина з минулого»           | Олексій Даруга | Оксана Андрєєва    | 18 лютого 2021          |
| 25      | «Святе місце»                  | Олексій Даруга | Оксана Безрутченко | 22 лютого 2021          |
| 26      | «Останній шопінг-тур»          | Віталій Кукса  | Анастасія Супрун   | 23 лютого 2021          |
| 27      | «Уроки хороших манер»          | Віталій Кукса  | Яна Дубинянська    | 24 лютого 2021          |
| 28      | «Бізнес мужика»                | Віталій Кукса  | Артем Кобзан       | 25 лютого 2021          |
| 29      | «N/A»                          | Віталій Кукса  | Марічка Величко    | 1 березня 2021          |
| 30      | «Хто поїде за кордон?»         | Віталій Кукса  | Костянтин Ігнатчук | 2 березня 2021          |
| 31      | «Стріла кохання і помсти»      | Олексій Даруга | Євгенія Коротич    | 3 березня 2021          |
| 32      | «Дешевка з супермаркету»       | Олексій Даруга | Олена Мішаглі      | 4 березня 2021          |
| 33      | «Запізніла спокута»            | Олексій Даруга | Оксана Андрєєва    | 9 березня 2021          |
| 34      | «Стоп! Знато!»                 | Олексій Даруга | Оксана Туник       | 10 березня 2021         |
| 35      | «Смерть на льоду»              | Олексій Даруга | Оксана Безрутченко | 11 березня 2021         |
| 36      | «Збочинець»                    | Віталій Кукса  | Марічка Величко    | 12 березня 2021         |
| 37      | «Мажори»                       | Віталій Кукса  | Костянтин Ігнатчук | 15 березня 2021         |
| 38      | «Вона написала вбивство»       | Віталій Кукса  | Артем Кобзан       | 16 березня 2021         |
| 39      | «Пекельна кухня»               | Віталій Кукса  | Марічка Величко    | 17 березня 2021         |
| 40      | «Найдорожчі люди»              | Віталій Кукса  | Костянтин Ігнатчук | 18 березня 2021         |

## Реліз закордоном
У березні 2020 року «Медіа Група Україна» уклала угоду про продаж власного контенту, зокрема серіалу «Виходьте без дзвінка», з литовським мовником Lietuvos ryto TV.